# Фрауке Петрі
Фрауке Петрі (нім. Frauke Petry; уроджена Фрауке Марквардт, нім. Frauke Marquardt; нар. 1 червня 1975, Дрезден) — німецький політик, хімік та колишня підприємиця; колишня лідерка право-популістської партії Альтернатива для Німеччини.

## Біографія
Петрі виросла у Бранденбурзі. В 1992 її сім'я переїхала в Бергкамен, що у Вестфалії. Здобула першу освіту в Редінгському університеті за спеціальністю хімія в 1998, перед відвідуванням Геттінгенського університету.
У 2007 році Петрі заснувала власний бізнес, PURinvent. Компанія розташовувалась в Лейпцизі й займалась виробництвом наповнень для шин з поліуретану.
З 2013 по 2015 рік була однією з трьох представників партії Альтернатива для Німеччини.
З 2015, після виходу з партії Бернда Луке обіймає посаду спікера та однієї з двох голів АдН.
У своїй партії вона представляє націонал-консервативну фракцію і підтримує праву ідеологію. У публічній заяві Петрі хвалила ультраправий антиісламський політичний рух PEGIDA за їхню общинність.
В січні 2016 року вона стала об'єктом суперечок, коли заявила під час інтерв'ю з регіональною газетою Mannheimer Morgen, що німецька прикордонна служба «повинна використовувати вогнепальну зброю, коли необхідно» щоб «зупинити нелегальне перетинання кордону».

## Стосунки з Росією
Фрауке Петрі була неодноразово помічена у неофіційних та неоголошених візитах до Москви. В німецькому політикумі вона та її партія відкрито вважаються прихильниками путінського режиму в Німеччині.

## Кримінальна справа
17 серпня 2017 року комітет з депутатського імунітету Ландтагу федеральної землі Саксонія одностайно проголосував за позбавлення депутатської недоторканності Фрауке Петрі по звинуваченню у кривосвідченні. Генеральна прокуратура Німеччини протягом місяців вела розслідування з приводу «кредитування» депутатських мандатів членами верхівки АдН. Петрі інкримінується, що під час розслідування вона та її колега по партії, віце-шеф правління Карстен Гюттер, багаторазово під присягою давали свідчення, що суперечать дійсним фактам. В разі визнання Петрі винною в суді, згідно з кримінальним Кодексом ФРН їй загрожує щонайменше один рік позбавлення волі.

## Особисте життя
Одружена з пастором Свеном Петрі та одночасно знаходиться в неформальному шлюбі з Маркусом Претцеллем. У Петрі четверо дітей і вона живе у Таутенгайні, Саксонія.